# Sommet 2011 de l'Union africaine
Le Sommet 2011 de l'Union africaine se tiendra entre le 28 juin et le premier juillet à Malabo, la capitale de la République de Guinée équatoriale, à l'invitation du président équatoguinéen Teodoro Obiang Nguema Mbasogo.   
En 2011, l'élection d'Obiang à la présidence de l'Union africaine a été annoncée par son prédécesseur, le président du Malawi Bingu wa Mutharika au sommet des chefs d'État à Addis-Abeba, la capitale éthiopienne. Selon les règles de l'UA, la commande politique du bloc tourne chaque année entre les cinq régions géographiques de l'Afrique.